# Saharat Sontisawat
Saharat Sontisawat (sinh ngày 13 tháng 1 năm 1998) là một Cầu thủ bóng đá người Thái Lan thi đấu ở vị trí tiền vệ cho Chonburi ở Giải bóng đá Ngoại hạng Thái Lan.